# Phreatia flaccida
Phreatia flaccida är en orkidéart som beskrevs av Henry Nicholas Ridley. Phreatia flaccida ingår i släktet Phreatia och familjen orkidéer. Inga underarter finns listade i Catalogue of Life.